# Temnothorax
Temnothorax és un gènere de formigues de la subfamília dels mirmicins (Myrmicinae). Té una distribució cosmopolita, incloent-hi la península Ibèrica.

## Espècies
Es tracta d'un gènere molt ampli, amb 466 espècies; a la península Ibèrica hi viuen les 47 següents:
- Temnothorax affinis Mayr, 1855
- Temnothorax albipennis (Curtis, 1854)
- Temnothorax alfacarensis Tinaut et al. 2020
- Temnothorax algiricus Forel, 1894
- Temnothorax angustulus (Nylander, 1856)
- Temnothorax atlantis (Santschi, 1911)
- Temnothorax baeticus Emery, 1924
- Temnothorax bernardi Espadaler, 1982 (= Myrmoxenus bernardi)
- Temnothorax blascoi Espadaler, 1997
- Temnothorax caesari Espadaler, 1997
- Temnothorax cagnianti Tinaut, 1983
- Temnothorax clypeatus (Mayr, 1853)
- Temnothorax corticalis (Schenck, 1852)
- Temnothorax crepuscularis Tinaut, 1994
- Temnothorax cristinae Espadaler, 1997
- Temnothorax flavispinus (André, 1881)
- Temnothorax formosus Santschi, 1909
- Temnothorax gredosi Espadaler & Collingwood, 1982
- Temnothorax grouvellei Bondroit, 1918
- Temnothorax ibericus Menozzi, 1922
- Temnothorax interruptus (Schenck, 1852)
- Temnothorax kraussei Emery, 1916 (= Myrmoxenus kraussei)
- Temnothorax kutteri Cagniant, 1973 (= Chalepoxenus kutteri)
- Temnothorax leviceps (Emery, 1898)
- Temnothorax lichtensteini Bondroit, 1918
- Temnothorax longispinosus Roger, 1863
- Temnothorax muellerianus (Finzi, 1922) (= Chalepoxenus muellerianus)
- Temnothorax nadigi Kutter, 1925
- Temnothorax naeviventris (Sanstchi, 1910)
- Temnothorax niger Forel, 1894
- Temnothorax nigriceps Mayr, 1855
- Temnothorax nylanderi (Förster, 1850)
- Temnothorax pardoi Tinaut, 1987
- Temnothorax parvulus (Schenck, 1852)
- Temnothorax platycephalus Espadaler, 1997
- Temnothorax rabaudi Bondroit, 1918
- Temnothorax racovitzai Bondroit, 1918
- Temnothorax ravouxi (André, 1896) (= Myrmoxenus ravouxi)
- Temnothorax recedens (Nylander, 1856)
- Temnothorax schaufussi (Forel, 1879)
- Temnothorax specularis Emery, 1916
- Temnothorax subcingulatus Emery, 1924
- Temnothorax tristis Bondroit, 1918
- Temnothorax tuberum (Fabricius, 1775)
- Temnothorax tyndalei Forel, 1909
- Temnothorax unifasciatus (Latreille, 1798)
- Temnothorax universitatis Espadaler, 1997